# Calacuerda
Calacuerda fue un semanario editado en la ciudad española de Madrid entre 1892 y 1893.

## Descripción
Apareció el 3 de febrero de 1892 con el subtítulo de «semanario satírico carlista» y con un texto firmado por la redacción que decía lo siguiente: «Al Rey. Señor: Al toque de Calacuerda luchasteis por España. Con el mismo redoble acudimos, hoy como ayer, a vuestro lado, a sacrificarnos y vencer por Dios, por la Patria y por V. M.». Dirigido por Leoncio González Granda, publicó en todos los números una o varias caricaturas de Ramón Cilla, a una o dos tintas, y viñetas en el texto. Además de publicar texto satírico tanto en prosa como en verso, abrió un concurso literario sobre «La España de los Reyes Católicos y la España contemporánea» en el que se ofrecía una onza de oro como premio.
Salía de la imprenta de Miguel Romero en cuatro páginas de 44 por 32 centímetros, dispuestas en tres columnas. En el número septuagésimo primero, de 24 de junio de 1893, anunció que suspendía la publicación durante el verano, pero no reapareció en otoño.